# 小籔良隆
小籔 良隆（こやぶ よしたか、1963年12月6日 - ）は東大阪市を中心に活動するコヤブボード演奏者・開発者である。

## 人物
両手の指10本でタッピングを行う弦楽器コヤブボードの開発者であり、その演奏者である。

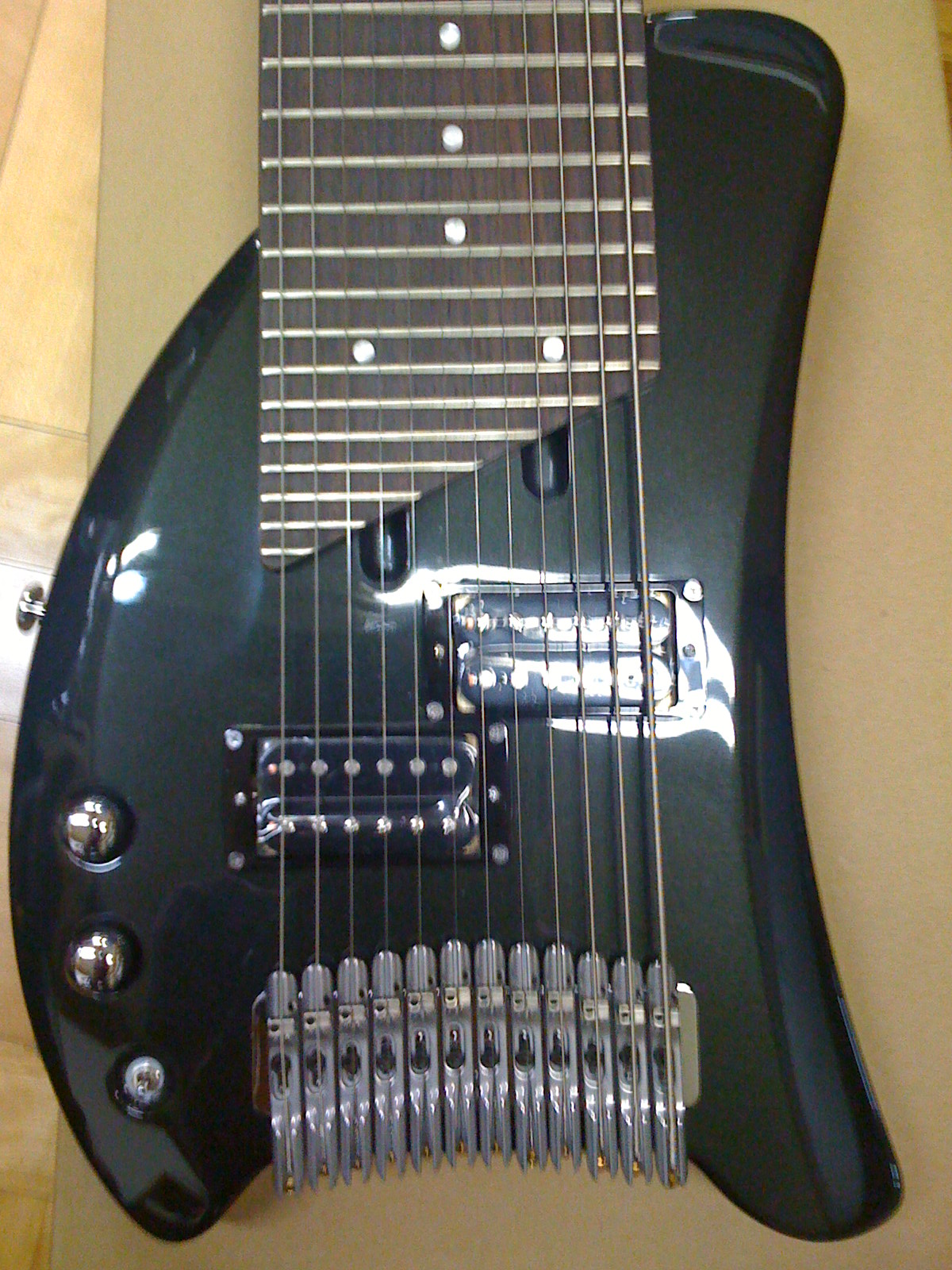
koyabu board body

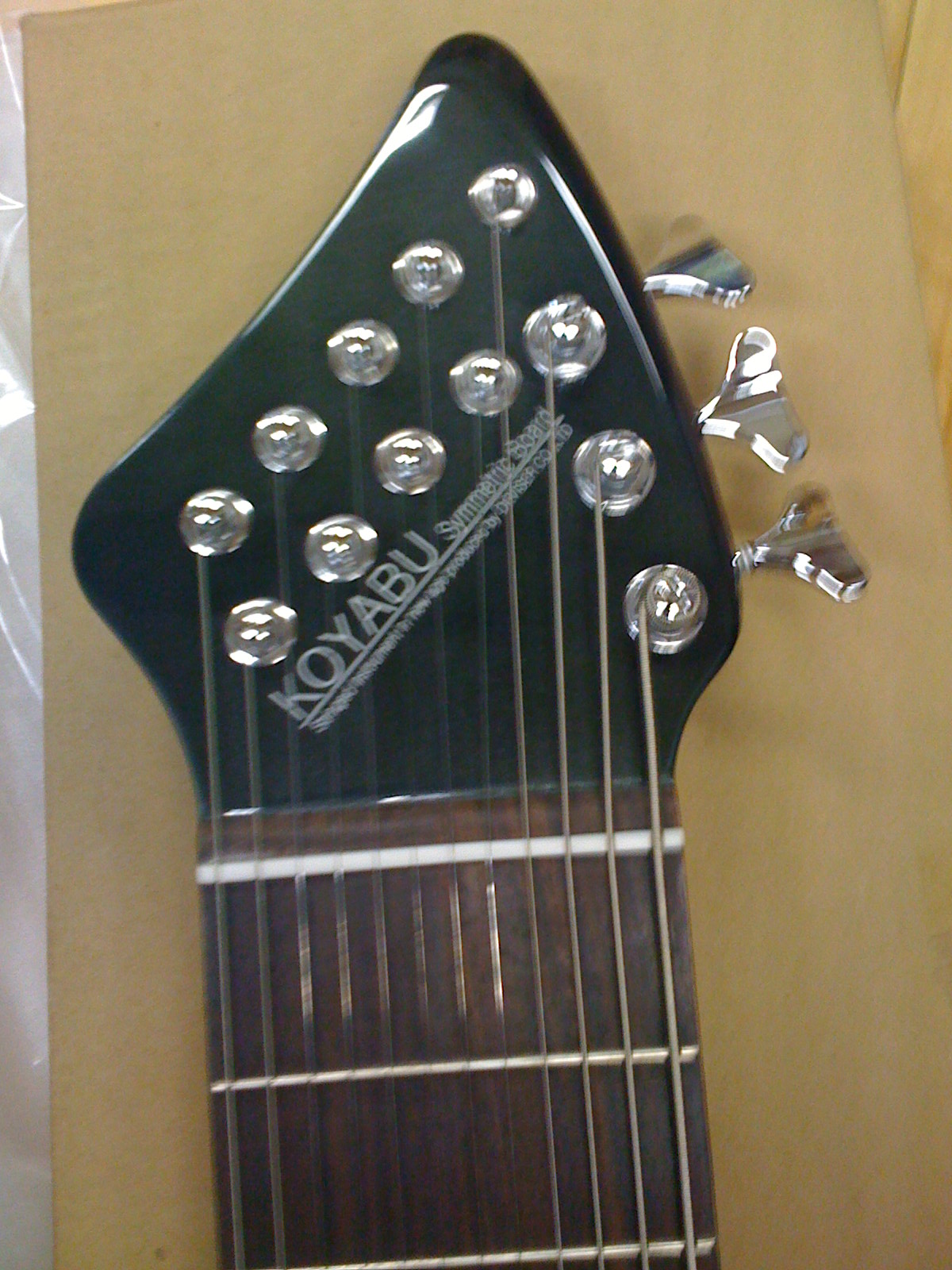
koyabu board head

ディバイザーにてコヤブボード/シンメトリックボードの開発に従事しながら、コヤブボードの演奏者として国内主要都市や海外諸国で活動している。
ユニットLYRA and Ripplesとしても活動。コヤブボードと共にスティックやWarr guitarの演奏も行う。

## 少年時代
12月6日、東大阪市長田に生まれる。
小籔自動車の長男として育ち、幼少の頃から機械工作に親しみながら育つ
小学時代は、小籔良隆ではなく、小籔吉隆と書いており、アマチュア無線のテストを受験するまで使用していたが、受験時に問題があり、夏休みの講習最終試験を失格する。
翌年(小学6年)の春、国家試験を受験合格する。
小学生高学年の頃、5弦バンジョーを始める。

## 大阪・神戸時代
- 1985年甲陽音楽院ジャズギター科に入学
- 1986年コヤブボード第1号機「PROTO1」が完成
- 1995年コヤブボード第5号機「PROTO5」が完成
- 1997年ベルギータッピング楽器セミナーに参加
- 1998年アメリカ、テネシー州ナッシュビルに武者修行に出る。

## 東京時代
1999年～2004年
- 活動拠点を大阪から、東京に移転。演奏活動と平行して芸能活動も開始する。
- 「めざましテレビ」「としまテレビ」などテレビ番組に出演
- ギタリスト・ジンモ氏・ベーシスト・今沢カゲロウ氏とツアーを慣行。
- 菅沼孝三ドラム道場にゲスト出演。

## 長野時代
- 2005年　長野県松本市のギターメーカー　株式会社ディバイザーより、コヤブボードの製品化の話があり、東京から松本市に移住する。同年・コヤブボードを製品化、世界中に販売を開始する。
- 2006年　アメリカで行われる世界最大の楽器ショーNAMM showにコヤブボード奏者として出演
- 2007年　ミュージック・チャイナにコヤブボードを出展
- 2008年　関西ローカル毎日放送テレビの「ちちんぷいぷい」に特集される。
- 2009年　ドイツ　ムジーク・メッセにコヤブボードを出展
- 2009年　女性ボーカリストLYRAとのユニットLYRA and Ripplesを開始する。